# P'tit Père
Pour les articles homonymes, voir Daddy.
Pour plus de détails, voir Fiche technique et Distribution.

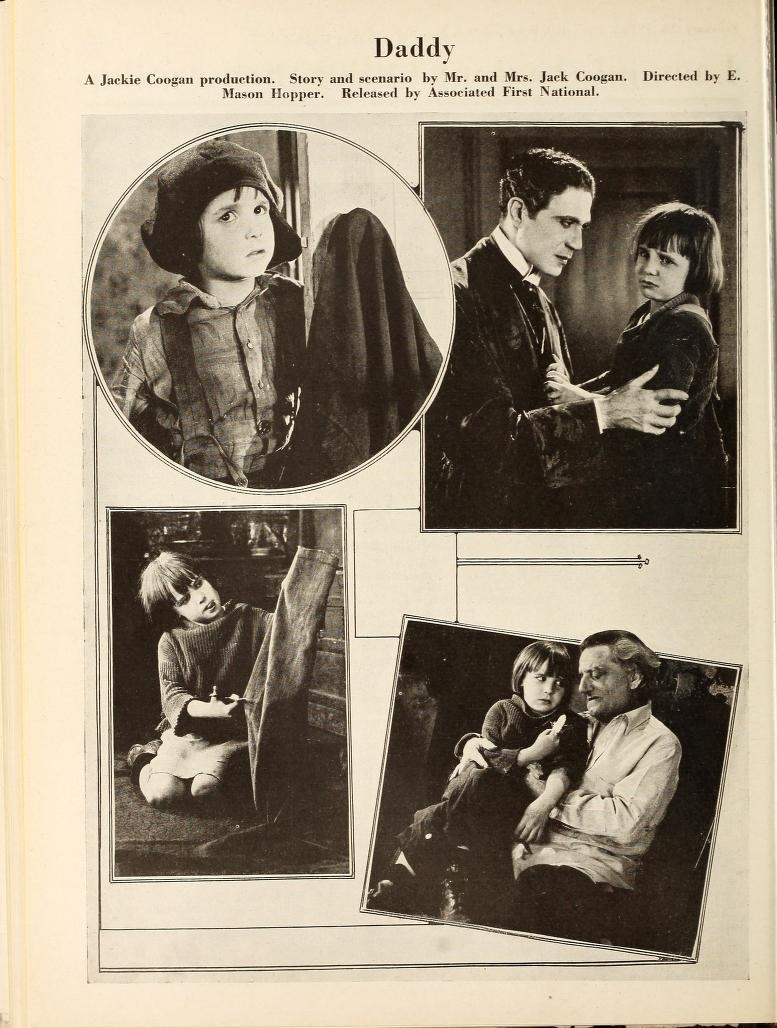
Jackie Coogan dans plusieurs scènes du film

P'tit père (titre original : Daddy) est un film américain réalisé par E. Mason Hopper et sorti en 1923.
Le film, qui est un succès auprès de la critique et du public, a été réalisé alors que le jeune Jackie Coogan avait un statut de vedette après plusieurs films dont Le Kid de Charlie Chaplin et Oliver Twist de Frank Lloyd sorti en 1922.

## Synopsis
Jackie, le fils d'un pauvre professeur de violon, est séparé de son père à la suite du divorce de ses parents, et ne le retrouve que quand il est devenu un célèbre instrumentiste.

## Fiche technique
- Titre original : Daddy
- Réalisation : E. Mason Hopper
- Scénario : Jack Coogan Sr. et Lillian Coogan, les parents de Jackie Coogan
- Producteur : Sol Lesser
- Photographie : Frank B. Good, Robert Martin
- Distribution : Associated First National Pictures
- Montage : Irene Morra
- Durée : 60 minutes (6 bobines)
- Dates de sortie : 
  - États-Unis : 26 mars 1923
  - France 21 décembre 1923

## Distribution
- Jackie Coogan : Jackie Savelli / Jackie Holden
- Arthur Edmund Carewe : Paul Savelli
- Josie Sedgwick : Helene Savelli
- Cesare Gravina : Cesare Gallo
- Bert Woodruff : Eben Holden
- Anna Townsend : Mrs. Holden
- Willard Louis : Impresario
- George Kuwa : Valet